# Gharqābād
Gharqābād (persiska: غرق آباد, غَرَق آباد, غَرغ اَبَد) är en ort i Iran.   Den ligger i provinsen Markazi, i den nordvästra delen av landet, 160 km väster om huvudstaden Teheran. Gharqābād ligger 1 529 meter över havet och antalet invånare är 4 394.
Terrängen runt Gharqābād är varierad.Runt Gharqābād är det ganska glesbefolkat, med 27 invånare per kvadratkilometer. Gharqābād är det största samhället i trakten. Omgivningarna runt Gharqābād är i huvudsak ett öppet busklandskap.